# Comune di Sønderhald
Il comune di Sønderhald, fino al 1º gennaio 2007 è stato un comune danese situato contea di Århus, il comune aveva una popolazione di 8 547 abitanti (2005) e una superficie di 169 km². Capoluogo era la cittadina di Auning. 
Dal 1º gennaio 2007, con l'entrata in vigore della riforma amministrativa, il comune è stato soppresso e accorpato, insieme ai comuni di Purhus e Nørhald e una parte dei territori comunali di Langå e Mariager al riformato comune di Randers.